# Lektyka

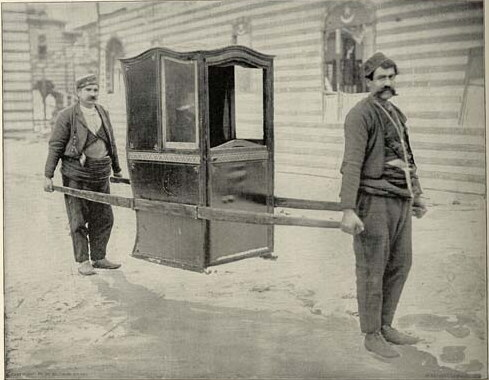
Lektyka

Lektyka – środek transportu lądowego do przemieszczania na nieduże odległości jednej lub dwóch osób, noszony przez tragarzy bądź zwierzęta juczne (basterna). Lektyki znane są od czasów starożytnych, używane były często przez monarchów i zamożnych ludzi. Lektyki w formie tronu (sedia gestatoria) transportowały również wielu papieży do czasu pontyfikatu Jana Pawła I.